# Transport ferroviaire en Nouvelle-Zélande
Plan
Le transport ferroviaire en Nouvelle-Zélande est essentiellement assuré par KiwiRail et tourné vers le transport du fret mais compte également un petit nombre de lignes destinées au transport de passagers, principalement à visée touristique, au nombre desquelles la TranzAlpine, la Coastal Pacific et la Northern Explorer. Les chemins de fer de Dunedin (Dunedin Railways) exploite également un train touristique dans les alentours de la ville de Dunedin et il existe aussi un certain nombre de lignes patrimoniales exploitées de façon plus ponctuelle.
Des services de trains urbains existent dans les principales villes du pays, Auckland et Wellington. Le rail en Nouvelle-Zélande reçoit, depuis la renationalisation de 2008, une attention particulière du gouvernement et des investissements significatifs, des fermetures de lignes dans certaines parties du pays allant de pair avec une plus grande attention portée au rail urbain et périurbain (renouvellement du matériel et prolongation de certaines lignes).

## Histoire

### Le temps des provinces (1863-1876)
Les premières voies ferrées sont construites à l’initiative des gouvernements provinciaux de Nouvelle-Zélande à partir de 1863. Le premier chemin de fer public du pays est ouvert cette même année, reliant la ville de Christchurch aux quais de Ferrymead ; construit par les chemins de fer de la province de Canterbury (Canterbury Provincial Railways (en)), la nouvelle voie adopte un écartement large de 1 600 mm comme c’est alors l’usage au Royaume-Uni et dans ses dépendances.
En février 1867, la province de Southland inaugure un tracé reliant la cité d'Invercargill à la ville de Bluff, à la voie normale (écartement de 1435 mm).

#### L’ère Vogel
À partir de 1870, le gouvernement central de Julius Vogel présente un projet d’infrastructures qui comprend le développement des chemins de fer et doit être financé par des emprunts internationaux à hauteur de dix millions de livres. Le gouvernement central adopte également un écartement standardisé à voie étroite (1067 mm, un écartement appelé voie sud-africaine). La première ligne à voie étroite est ouverte le 1er janvier 1873 dans la province de l’Otago ; elle relie Dunedin à Port Chalmers et est exploitée par la Dunedin and Port Chalmers Railway Company Limited. Le premier chemin de fer d’Auckland, reliant cette ville à Onehunga, ouvre en 1873. Vogel s’arrange également pour que les entrepreneurs anglais John Brogden et Fils obtiennent plusieurs contrats, chantiers qu’ils exécutent avec de la main-d’œuvre faiblement qualifiée recrutée en Angleterre.

### Sous le contrôle du gouvernement central (1876-1982)
À la suite de l’abolition de la division du pays en provinces en 1876 les chemins de fer passent sous le contrôle du gouvernement de Wellington, d’abord rattachés au ministère des Travaux publics puis, dès 1880, sous celle du ministère des Chemins de fer de Nouvelle-Zélande. Un ministre des Chemins de fer est à la tête de cette administration et siège à ce titre au cabinet de Nouvelle-Zélande.
La construction des voies de chemin de fer et leur exploitation s’est faite jusque-là sous l’égide d’entreprises privées comme la New Zealand Midland Railway Company, la Wellington and Manawatu Railway Company, la Waimea Plains Railway ou encore la Thames Valley and Rotorua Railway Company. Seule la Wellington and Manawatu Railway Company, nationalisée en 1908, est en mesure d’atteindre ses objectifs d’ouvertures de lignes ; les autres compagnies sont rachetées par l’État avant d’avoir mené à terme tous leurs projets.
La première ligne importante à être achevée relie Christchurch et Dunedin, dans l’île du Sud, à partir de 1878 ; la ligne est par la suite prolongée l’année suivante pour atteindre Invercargill. La principale ligne de l’île du Nord reliant la capitale, Wellington, à la ville la plus peuplée du pays, Auckland, est inaugurée en 1908 après une construction qui a duré vingt-trois ans. À l’extension maximale du réseau ferré néo-zélandais, en 1952, une centaine de lignes sont exploitées. Les fermetures de lignes à large échelle débutent dans les années 1960 et 1970. Initialement protégé de la concurrence de la route par une loi de 1931 (le Transport Licensing Act 1931), les dispositions réglementaires en faveur du rail sont progressivement assouplies avant d’être complètement supprimées en 1983, quand est entreprise la dérégulation du secteur du transport terrestre.
Les voies ferrées des îles du Nord et du Sud étaient à l’origine complètement déconnectées les unes des autres en raison de la présence du détroit de Cook que ne franchit ni pont ni tunnel. En 1962 est mis en service un service de ferry roulier interinsulaire par le ministère des Chemins de fer ; aujourd’hui exploité sous le nom d’Interislander (en), il a permis de relier les réseaux ferrés des deux îles.

### Dérégulation du rail (1982-1993)
En 1982, l’administration des chemins de fer est transformée en établissement public au moment où le secteur des transports terrestres est dérégulé. L’ancien Railways Department devient la New Zealand Railways Corporation (NZRC). La toute nouvelle Corporation entame une restructuration majeure, supprimant des milliers de postes et fermant les lignes non rentables. Après la dérégulation intervenue en 1983, le transport du fret par rail est rationalisé ; de nombreuses gares de fret et les ateliers les plus petits sont fermés et l’accent est mis sur la rapidité du transport du fret, les trains sont allongés et alourdis. Les fourgons-frein sont supprimés en 1987 et le matériel roulant le plus ancien est progressivement remplacé.
En 1987 la NZRC est transformée en entreprise publique à but lucratif. En 1990, l’exploitation du réseau est transférée de la NZRC à une autre entreprise publique, la New Zealand Rail Limited, la NZRC conservant certains actifs qu’elle liquide, et les emprises de terrain, héritées du traité de Waitangi, que l’entreprise continue de gérer. New Zealand Rail Limited est privatisée en 1993.

### La privatisation: Tranz Rail (1993-2004)
Privatisée en 1993, la New Zealand Rail Limited prend le nom, en 1995, de Tranz Rail (en). Le volume du fret augmente, entre 1993 et 2000, de 8,5 millions de tonnes à 14,99 millions de tonnes transporté annuellement avant de retomber graduellement pour atteindre en 2003 13,7 millions de tonnes.
Tranz Rail est accusé de négliger l’entretien des voies ferrées. la Land Transport Safety Authority, autorité de sûreté des transports terrestre, dresse ainsi en 2003 le constat de l’état médiocre dans lequel se trouve la ligne Midland, par exemple, qui traverse l’île du Sud entre Rolleston et Greymouth et sert essentiellement à déplacer le charbon produit sur la côte ouest vers Lyttelton, état qui, s’il ne présente pas encore de dangers nécessite d’entreprendre rapidement des travaux majeurs
Tranz Rail est encore accusé de favoriser le transport du fret par la route et, en 2002, présente un plan de « conteneurisation » qui présuppose que l’essentiel du fret soit transporté en conteneurs sur des trains massifs composés de wagons plats. Des dépôts de chargements de conteneurs sont construits dans les terminaux de fret existants. L’un des arguments mis en avant pour justifier de cette nouvelle politique est que le coût du transport routier jusqu’à Tranz Rail (transport combiné) est inférieur à la seule utilisation du rail, parce que les infrastructures routières sont un bien public alors que les voies ferrées sont un bien privé, donc soumis à la concurrence.

#### Rachat par l’État du réseau ferré d’Auckland
Le gouvernement néo-zélandais rachète en 2002 le réseau ferré métropolitain d’Auckland à Tranz Rail pour 81 millions de dollars. Tranz Rail conserve des créneaux horaires pour faire transiter ses convois de fret et le conseil régional d’Auckland se voit accorder d’autres créneaux dans une perspective d’amélioration du trafic des trains de banlieue. Les gares de la région d’Auckland qui ne sont pas déjà la propriété de l’autorité locale sont transférées à l’Auckland Regional Transport Network Limited (ARTNL), entité qui émane des autorités d’Auckland ; l’ARTNL fusionne ensuite aves l’ARTA, l’autorité régionale des transports d’Auckland.

### Public, privé: Toll et ONTRACK (2004-2008)
En 2003, le cours de l’action Tranz Rail chute à un plus bas historique à la bourse de Nouvelle-Zélande ; c’est la conséquence de l’équilibre financier précaire de la société et de la dégradation de sa notation financière. Les autorités cherchent alors un moyen de renflouer l’entreprise en échange de la reprise de contrôle sur l’infrastructure ferroviaire. Le gouvernement avance le prétexte de « règles du jeu équitables » pour le transport de marchandises par voie terrestre ou ferroviaire et celui d’assurer un accès équitable au réseau pour toutes les parties intéressées.
Toll Holdings, plus gros transporteur de fret d’Australie, se porte acquéreur de Tranz Rail ; le gouvernement néo-zélandais donne son accord au rachat sous réserve que les infrastructures ferroviaires soit rétrocédées pour un dollar symbolique. La transaction est conclue en juillet 2004 et Tranz Rail est alors renommée en Toll NZ. Le gouvernement engage deux cents millions de dollars de fonds publics pour rattraper le retard accumulé dans la maintenance et l’amélioration du réseau ferré par le biais d’une nouvelle filiale de la New Zealand Railways Corporation du nom d’ONTRACK. ONTRACK est ensuite chargé de négocier avec Toll les droits de péage pour utiliser les voies ferrées mais ces négociations doivent finalement être arbitrées au début de 2008.

### Renationalisation (depuis 2008)
En 2008, les autorités gouvernementales rachètent à Toll NZ ses actifs ferroviaires ainsi que ses ferries pour la somme de 690 millions de dollars néo-zélandais ; l’achat prend effet à la date du 1er juillet. La nouvelle entité créée pour exploiter le réseau ferré prend le nom de KiwiRail.
KiwiRail publie en 2010 un plan de redressement sur dix ans pour le secteur du rail en Nouvelle-Zélande. Cette ambition s’accompagne d’investissements publics dans KiwiRail à hauteur de 2,1 milliards de dollars sur la période 2008-février 2017. En mai 2017, le gouvernement annonce une augmentation du capital de KiwiRail à hauteur de 450 millions de dollars en même temps qu’un examen attentif des activités de l’entreprise. Ce plan de redressement pâtit de la survenue des tremblements de terre de Christchurch de novembre 2010 et février 2011, du séisme de Kaikoura de novembre 2016, de l’effondrement du cours du charbon, de l’accident survenu dans la mine de Pike River qui fait 29 morts, de la faillite de Solid Energy en 2016 et de problèmes importants de puissance motrice sur les nouvelles locomotives de classe DL. En dépit de cela, les volumes de marchandises transportés (hors charbon) augmentent.
Deux des principaux clients de KiwiRail, Mainfreight et Fonterra, investissent massivement de leur côté dans les infrastructures ferroviaires ; Mainfreight investit soixante millions de dollars dans de nouveaux dépôts et dépense quelque 130 millions de dollars dans une toute nouvelle plate-forme de correspondance à Hamilton, une autre étant prévue à Mosgiel.

#### Propriété du réseau
C’est à la holding KiwiRail Holdings Limited que revient la propriété des infrastructures ferroviaires nationales ; la propriété foncière est, elle, du ressort de la New Zealand Railways Corporation. KiwiRail Network (anciennement ONTRACK) est une filiale de KiwiRail chargée du maintien en condition opérationnelle du réseau ferré et est à ce titre responsable de contrôler les dispositifs régulant la circulation des trains (postes d'aiguillage, signalisation). La principale utilisatrice du réseau est KiwiRail, qui exploite des trains de transport de marchandises (KiwiRail Freight) et du transport de passagers sur les grandes lignes (KiwiRail Scenic Journeys). D’autres compagnies ferroviaires font également circuler leurs trains : Transdev Auckland et Transdev Wellington exploitent un service de trains de banlieue à Auckland et Wellington respectivement et les Chemins de fer de Dunedin proposent des trains touristiques au départ de Dunedin.

## Exploitation

### Fret

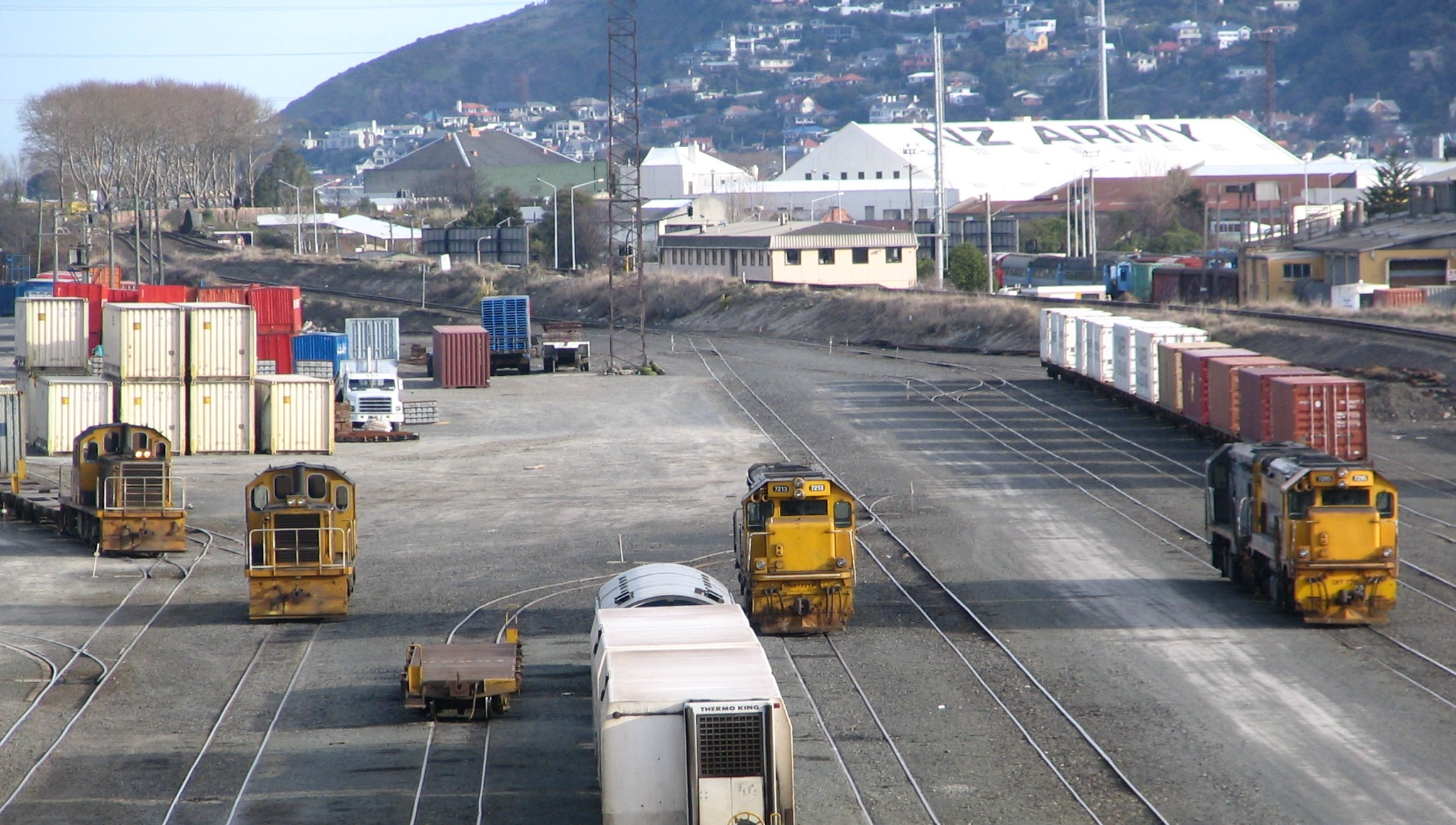
Gare de manutention et chargement de marchandises à Dunedin

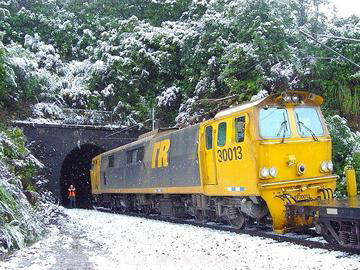
Une locomotive de classe EF de la Tranz Rail dans sa livrée « bourdon » tractant des wagons porte-conteneurs sur la voie principale de l’île du Nord

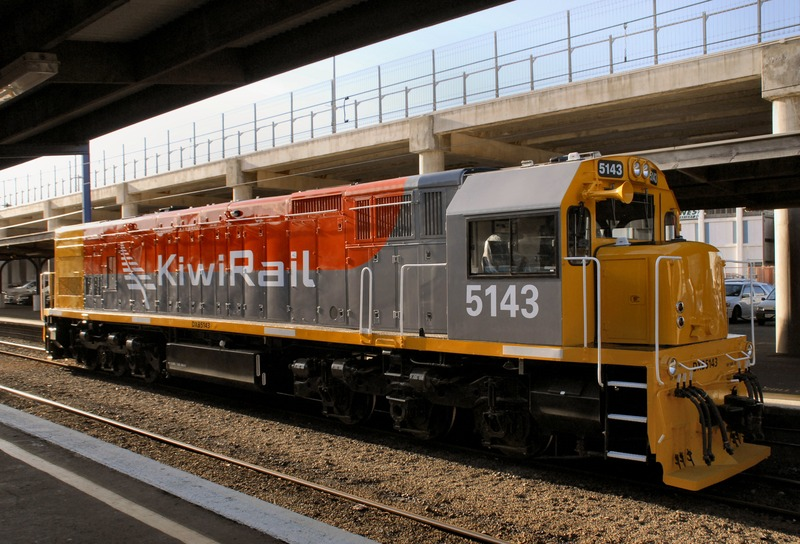
DXB 5143 à la gare de Wellington le 1er juillet 2008, date de lancement de KiwiRail

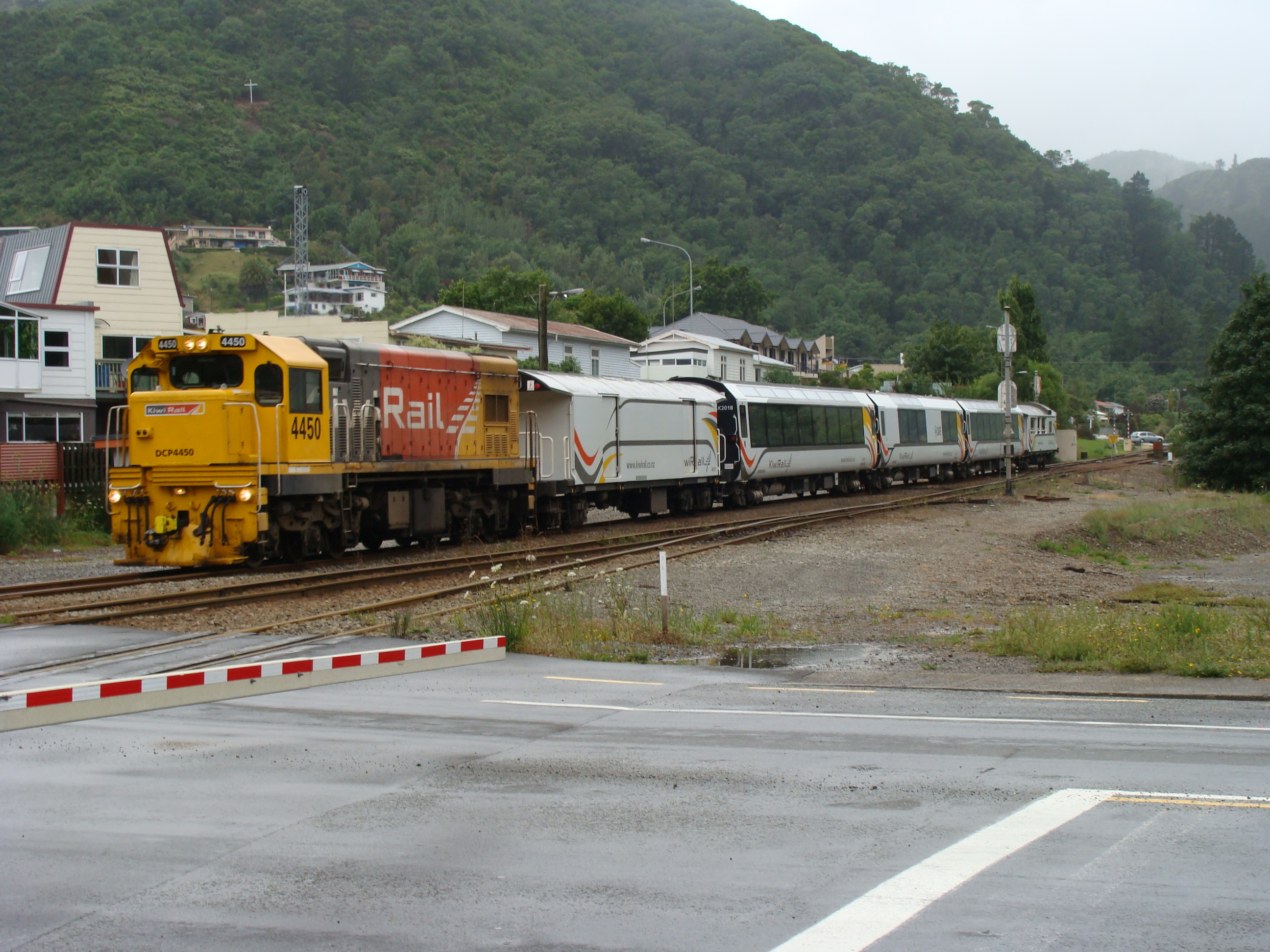
Un train Coastal Pacific arrivant en gare de Picton

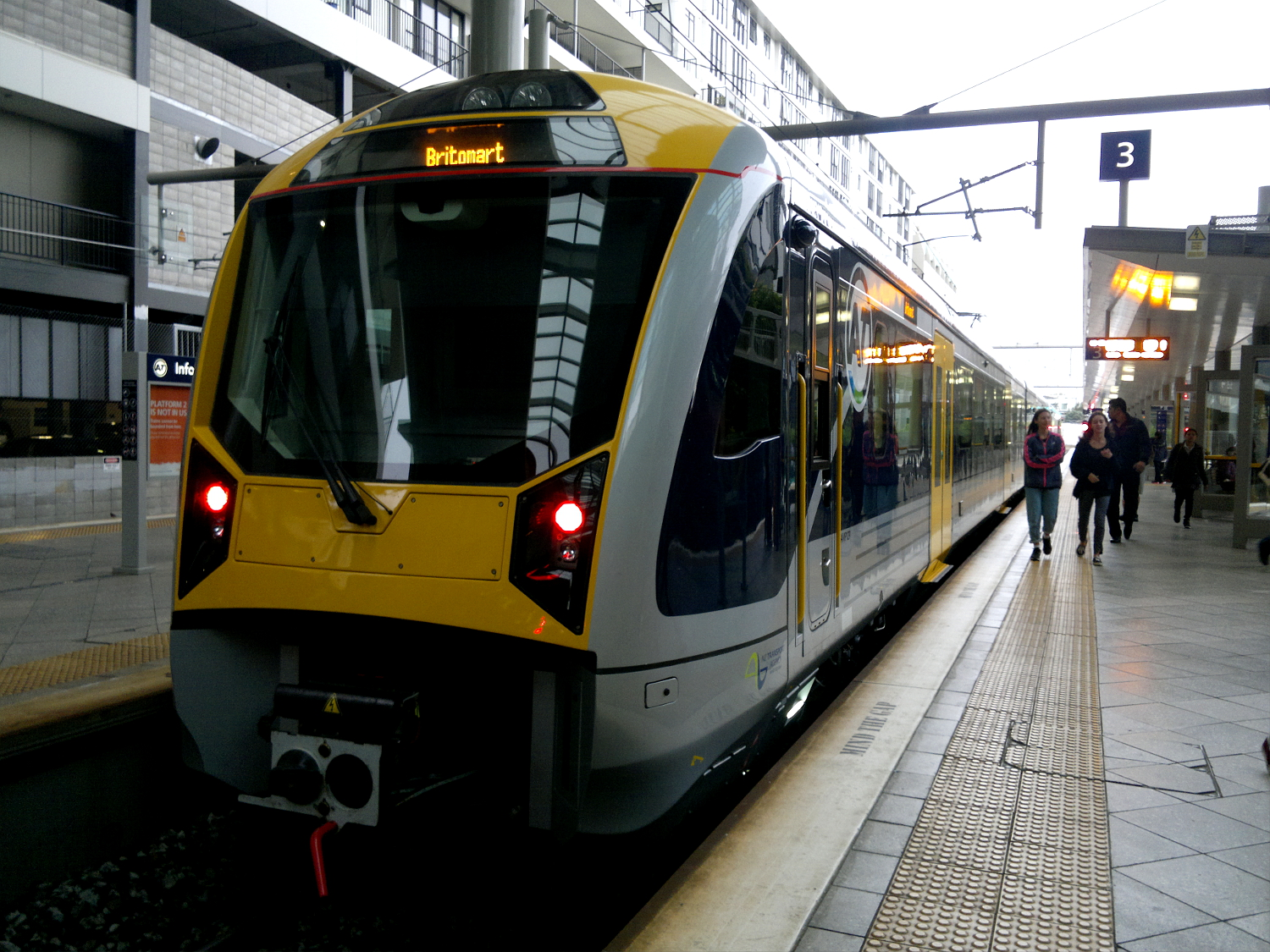
Un train de banlieue d’Auckland en gare de Newmarket

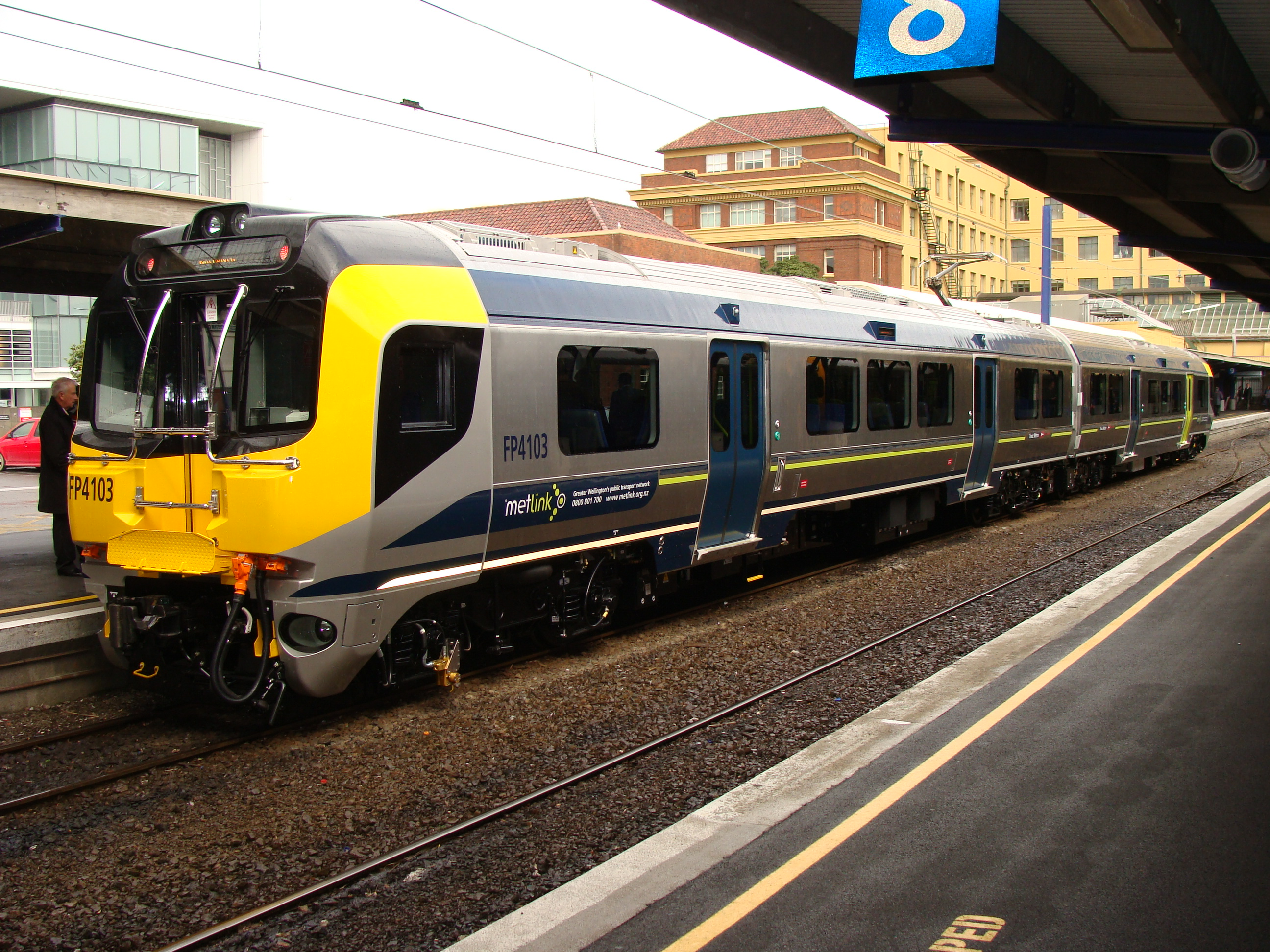
Une rame de la Tranz Metro en gare de Wellington le 9 septembre 2010

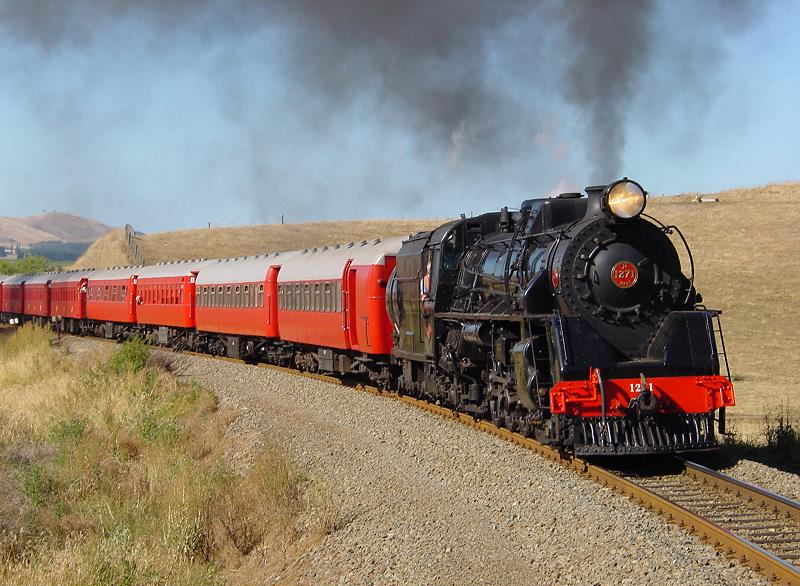
Un train touristique tiré par une locomotive à vapeur des années 1950

Le transport de marchandises est assuré par KiwiRail et génère la très grande majorité des revenus tirés du rail en Nouvelle-Zélande. Le fret consiste essentiellement à transporter les marchandises en vrac à destination des industries tournées vers l’exportation ; l’essentiel des marchandises est transporté en conteneurs ou sur palettes. Au nombre des principaux produits en vrac transportés figurent le charbon, la chaux, l'acier, le bois et les produits du bois, la pâte à papier, le lait liquide ou en poudre, les automobiles, les engrais, les céréales et les conteneurs maritimes.
Les niveaux de marchandises transportées sont remontés au niveau de ce qu’ils étaient au moment où le rail était quasiment sans concurrence, avant la dérégulation de 1983. En 1980, 11,8 millions de tonnes de fret avaient voyagé sur rail ; en 1994, un palier de 9,4 millions de tonnes est atteint. En 1999, le volume total remonte à 12,9 millions de tonnes, légèrement supérieur à son apogée de 1975. Sur l’exercice comptable 2006-2007, 13,7 millions de tonnes de marchandises sont transportées. Cela équivaut à 3,96 millions de tonnes par kilomètre (ou l’augmentation du tonnage en 2008-2009 par rapport au tonnage tracté en 2006-2007) sur l’année fiscale 2008-2009, soit environ 15% de l’ensemble du marché du fret.
La tendance est donc à l’augmentation du transport ferré des marchandises et le rail commence également à gagner des parts de marché hors du transport du vrac. Le fret sur la ligne North Island Main Trunk (en) entre Auckland et Palmerston North connaît une progression de 39% des volumes de fret entre 2006 et 2007. Les cinq convois quotidiens sur les 667 km de la ligne ont conduit à une réduction du nombre de camions sur la route de quelque cent vingt véhicules par jour. En 2008, le gouvernement propose d’investir 150 millions de dollars néo-zélandais pour élargir les tunnels sur la voie afin de permettre le passage des conteneurs standard ISO.
Un rapport de 2008 du ministère néo-zélandais des Transports estime qu’en 2031, le volume des marchandises transportées sur voie ferrée pourrait attendre 23 millions de tonnes chaque année, en augmentation de 70% par rapport à 2006-2007.

### Grandes lignes voyageurs
En 2017, seuls quatre axes longue distance accueillent des passagers : le service Northern Explorer entre Auckland et Wellington, le Capital Connection entre la capitale Wellington et Palmerston North, le train Coastal Pacific entre Picton et Christchurch et le TranzAlpine reliant Christchurch et Greymouth en passant par les Alpes du Sud d’où il tire son nom. Tous ces trains sont exploités par The Great Journeys of New Zealand (d’abord appelé KiwiRail Scenic Journeys jusqu’en 2017), un service de KiwiRail, et sont essentiellement à visée touristique (sauf le Capital Connection, qui est d’abord un train de banlieue). Le nombre de passagers va croissant et, pour accompagner cette expansion, KiwiRail Scenic Journeys est rebaptisé et planifie d’engager plusieurs dizaines de millions de dollars pour acheter davantage de voitures.
Dunedin Railways, une compagnie ferroviaire indépendante, exploite elle aussi des trains touristiques au départ de Dunedin, avec des trains fréquents sur l’ancienne ligne Central Otago et plus rarement des trains reliant Dunedin à Palmerston.
Dans les années 1950 et 1960, la plupart des lignes provinciales disposent d’autorails et de trains tractés pour le transport des voyageurs. En 1965, vingt-cinq millions de voyageurs empruntent le rail ; en 1998 leur nombre a chuté à 11,7 millions. Un certain nombre de dessertes sont fermées au début des années 2000, dont la Waikato Connection entre Hamilton et Auckland, la Kaimai Express reliant Auckland à Tauranga, la Geyserland Express entre Auckland et Rotorua, la Bay Express entre Wellington et Napier, le Southerner entre Christchurch et Invercargill et le train de nuit Northerner entre Auckland et Wellington.

### Trains de banlieue
Au début du XXIe siècle, seules Auckland et Wellington disposent d’un réseau de trains de banlieue. Dans les deux cas, ce sont les autorités locales qui possèdent le matériel roulant et concèdent l’exploitation commerciale à Transdev.
Le réseau de banlieue de Wellington est articulé autour de cinq lignes : celles de Johnsonville, de Kapiti (terminus Waikanae), de Melling, de la vallée de la Hutt et celle enfin de Wairarapa. Depuis juillet 2016, ces lignes sont exploitées par Transdev Wellington. Avant d’échoir à Transdev, c’est le département Tranz Metro de KiwiRail qui exploitait ces lignes. Le matériel roulant en service sur ces lignes urbaines consiste en rames automotrices à propulsion électrique ; des rames tractées Diesel sont utilisées en complément sur la branche de Wairarapa. Tout le matériel roulant (hors les locomotives Diesel) sont la propriété de la Greater Wellington Rail Limited, émanation du conseil régional du grand Wellington (Greater Wellington Regional Council). Transdev Wellington sous-traite à KiwiRail la fourniture et l’exploitation des locomotives Diesel.
Le réseau suburbain d’Auckland est articulé autour de quatre lignes : la Southern Line, l’Eastern Line, la Western Line et la ligne d’Onehunga. Toutes ces lignes sont électrifiées depuis la fin de 2015, à l’exception d’une portion de voie entre Papakura et Pukekohe, où c’est un train Diesel qui effectue la navette. Comme à Wellington, Tranz Metro a été l’exploitant de ces lignes pendant neuf ans ; cependant, au milieu de 2004, Connex (devenu Veolia puis Transdev) remporte le marché pour exploiter ce service. En 2010, la branche d’Onehunga, longtemps fermée, est rouverte et une nouvelle ligne est inaugurée (branche de Manukau, ouverte en avril 2012). Récemment, les projets d’importance ont concerné l’électrification du réseau et l’ouverture — prévue pour 2024 — du « City Rail Link », une portion de voie souterraine pour desservir le centre-ville. L’essentiel du matériel roulant à Auckland appartient à Auckland Transport (AT).
Christchurch et Dunedin ont elles aussi disposé de leurs trains de banlieue dans le passé, mais le service a pris fin en raison d’une affluence insuffisante. En 1938, Wellington devient la deuxième ville du pays (après Christchurch) à électrifier ses trains de banlieue et, de 1970 à 2014, demeure seule dans ce cas de figure.

## Infrastructures et matériel

### Le réseau ferré
Le réseau ferroviaire en Nouvelle-Zélande New compte environ 4 128 km de voies dont 506 environ sont électrifiés. À l’apogée du réseau, en 1953, l’extension du réseau atteint quelque 5 689 km de lignes en service. Le réseau compte actuellement 1787 ponts et 150 tunnels (totalisant une longueur de 80 km).
L’intégralité du réseau est à l’écartement de 1 067 mm (voie dite « sud-africaine »), une largeur choisie en raison du caractère montagneux du pays à traverser ainsi que d’un coût de construction inférieur,. La difficulté du terrain a conduit à des chantiers prenant parfois des années à parvenir à achèvement et a nécessité un certain nombre d’ouvrages d'art au nombre desquels le tunnel hélicoïdal appelé spirale de Raurimu (en) et la montée de Rimutaka, un chemin de fer à rail central aujourd’hui désaffecté.
Avec le temps, le réseau a fait l’objet d’un certain nombre de travaux de modernisation. C’est le cas de la déviation de Westfield reliant Auckland à l’aiguillage de Westfield via Panmure et Glen Innes, qui est inaugurée en 1930, de la déviation de Tawa Flat, à Wellington, inaugurée en 1937, du tunnel de Rimutaka, ouvert en 1955 et du tunnel de la Kaimai, dans la région de la baie de l'Abondance, percé en 1978, ces deux derniers ouvrages étant longs de près de 9 km. D’autres travaux d’amélioration des infrastructures sont menés sur la North Island Main Trunk dans les années 1980, en partie dans le cadre du projet d’électrification.
Le plan de redressement sur dix ans annoncé en 2010 fait peser sur un certain nombre de dessertes locales un risque de fermeture :
- toutes les lignes dans le Northland intégrées dans la ligne North Auckland ;
- la ligne Stratford–Okahukura dans la région de Taranaki, provisoirement désaffectée dès 2009 ;
- la section septentrionale de la Wairarapa Line ;
- la section Gisborne-Napier de la ligne Palmerston North-Gisborne (désaffectée en 2012[34]).

### La signalisation
Six systèmes de signalisation ferroviaire coexistent en Nouvelle-Zélande : les automatic signalling rules (ASR), le double line automatic (DLA), le single line automatic (SLA), le contrôle centralisé du trafic (CTC), le track warrant control (TWC) — un système oral de transmission des autorisations — et les limites de bloc. Les signaux sont du type à lumière colorée et fonctionnent sur le principe du signalement de la vitesse à tenir, c'est-à-dire que les signaux indiquent au conducteur la vitesse à laquelle il doit mener le train, mais pas nécessairement la route qu'il doit prendre. Le réseau des trains de la banlieue d’Auckland est également équipé de l’ETCS, le système européen de contrôle des trains.

### Les locomotives
De la naissance du réseau ferré au XIXe siècle jusqu’aux années 1950, la vapeur domine la locomotion. Deux courtes sections de lignes sont électrifiées dans les années 1920 en 1 500 volts continu : la section d’Arthur’s Pass à Otira l’est en 1923, celle de Christchurch à Lyttelton en 1929 ; ces deux sections ne sont plus en service. L’électrification du réseau de banlieue de Wellington à 1 550 V continu commence en 1938 avec la ligne de Johnsonville, suivie par la North Island Main Trunk (en) (NIMT) jusqu’à Paekakariki en 1940, poursuivie jusqu’à la vallée de la Hutt en 1953-1955 ; l’électrification de cette ligne se poursuit ensuite et atteint Paraparaumu en 1983 et Waikanae en 2011.
La « dieselisation » du parc démarre dans les années 1940 avec les locomotives de manœuvre. Les premières locomotives Diesel « principales » sont la classe DF d’English Electric, introduites en 1954 mais ce n’est qu’avec l’arrivée de la classe DA en 1955 que l’utilisation de la vapeur décline sérieusement dans l’île du Nord. Les dernières motrices à vapeur construites pour le New Zealand Railways Department (de la classe JA) sont mises en service en décembre 1956 et, en 1967, il ne reste plus aucune locomotive à vapeur en service dans l’île du Nord. Sur l’île du Sud, la recours à la vapeur se maintient jusqu’en novembre 1971, date à laquelle les sept dernières JA sont remplacées par des motrices Diesel de la classe DJ.
En 1988 l’électrification de la NIMT entre Palmerston North et Hamilton, à la tension de 25 000 V alternatif, est achevée et mise en service, et une nouvelle génération de motrices électriques — la classe EF — commence à circuler.
Dans le plan décennal présenté par KiwiRail en 2010, l’essentiel des dépenses concerne l’acquisition de nouvelles locomotives et de wagons, et se concentre sur l’axe de circulation des marchandises Auckland – Wellington – Christchurch.

### Les attelages

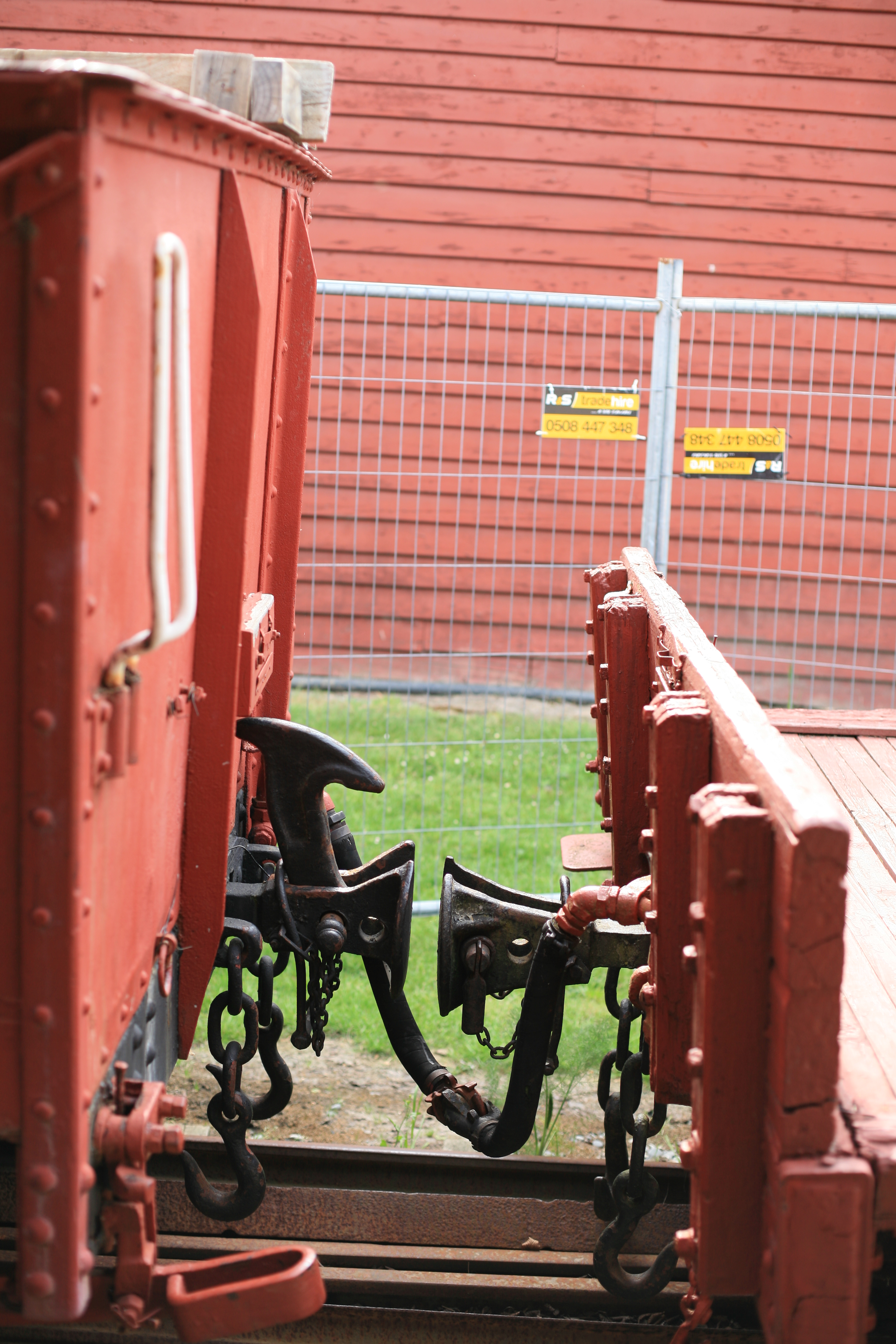
Attelage norvégien d’une vieille locomotive du chemin de fer historique de Little River

L’attelage dit « norvégien » est pendant longtemps l’attelage standard sur les wagons en Nouvelle-Zélande. Dans les années 1970, une version renforcée est développée par les chemins de fer néo-zélandais (NZRD) pour permettre d’alourdir les convois. Les automotrices électriques de classe AM (en service à Auckland) et FP (en service à Wellington) utilisent quant à elles l’attelage Scharfenberg.
L’attelage Janney est d’abord utilisé sur les trains lourds de transport du charbon avant que son usage ne soit progressivement étendu sur le matériel roulant neuf ou rénové. Un programme de réaménagement du matériel roulant le plus ancien est en cours depuis 2013.

### Les ateliers
Le New Zealand Railways Department disposait de nombreux ateliers de maintenance principaux à Christchurch (Addington Workshops), Wanganui (East Town Railway Workshops), Dunedin (Hillside Engineering), Lower Hutt (Petone Workshops puis Hutt Workshops) et Auckland (Newmarket Workshops puis Otahuhu Workshops). Tous sont progressivement fermés (dans les années 1980 pour la plupart) ne laissant que les Hutt Workshops, près de Wellington, en activité. Un certain nombre de dépôts pour la petite maintenance existent toujours, par exemple à Addington ou Christchurch.

## Accidents
L’accident ferroviaire le plus grave survenu en Nouvelle-Zélande s’est produit à la veille de Noël 1953, durant la visite d’Élisabeth II : un lahar submerge le pont de Tangiwai au moment où un express Wellington-Auckland l’emprunte. Cent cinquante et une personnes trouvent la mort dans l’effondrement de l’ouvrage.